# Élections cantonales de 1992 dans la Seine-Saint-Denis
Les élections cantonales ont eu lieu les 22 et 29 mars 1992.
Lors de ces élections, 20 des 40 cantons de la Seine-Saint-Denis ont été renouvelés. Elles ont vu la reconduction de la majorité communiste dirigée par Georges Valbon, président du conseil général depuis 1985.

## Résultats à l’échelle du département
Répartition départementale des résultats (2e tour).
- PCF (24,41 %)
- PS (10,98 %)
- RPR (22,72 %)
- UDF (14,7 %)
- DVD (3,53 %)
- FN (23,66 %)

| Étiquette      | Étiquette                          | Premier tour | Premier tour | Second tour | Second tour | Sièges |
| Étiquette      | Étiquette                          | Voix         | %            | Voix        | %           | Sièges |
| -------------- | ---------------------------------- | ------------ | ------------ | ----------- | ----------- | ------ |
|                | Parti communiste français          | 38 421       | 18,53        | 43 500      | 24,41       | 8      |
|                | Parti socialiste                   | 29 222       | 14,09        | 19 566      | 10,98       | 2      |
|                | Majorité présidentielle            | 2 517        | 1,21         |             |             |        |
|                | Extrême gauche                     | 2 042        | 0,98         |             |             |        |
| Gauche         | Gauche                             | 72 202       | 34,81        | 63 066      | 35,39       | 10     |
|                |                                    |              |              |             |             |        |
|                | Front national                     | 44 091       | 21,26        | 42 161      | 23,66       | 0      |
|                | Rassemblement pour la République   | 34 494       | 16,63        | 40 500      | 22,72       | 6      |
|                | Union pour la démocratie française | 19 320       | 9,32         | 26 203      | 14,70       | 3      |
|                | Divers droite                      | 6 748        | 3,25         | 6 288       | 3,53        | 1      |
| Droite         | Droite                             | 104 653      | 50,46        | 115 152     | 64,61       | 10     |
|                |                                    |              |              |             |             |        |
|                | Les Verts                          | 15 444       | 7,45         |             |             |        |
|                | Génération écologie                | 15 096       | 7,28         |             |             |        |
| Écologistes    | Écologistes                        | 30 540       | 14,73        |             |             |        |
|                |                                    |              |              |             |             |        |
| Inscrits       | Inscrits                           | 340 627      | 100,00       | 340 629     | 100,00      |        |
| Abstention     | Abstention                         | 126 168      | 37,04        | 150 382     | 44,15       |        |
| Votants        | Votants                            | 214 459      | 62,96        | 190 247     | 55,85       |        |
| Blancs et nuls | Blancs et nuls                     | 7 064        | 3,29         | 12 029      | 6,32        |        |
| Exprimés       | Exprimés                           | 207 395      | 96,71        | 178 218     | 93,68       |        |

## Résultats par canton

### Canton d'Aubervilliers-Est
| Candidats      | Candidats              | Étiquette      | Premier tour | Premier tour | Second tour | Second tour |
| Candidats      | Candidats              | Étiquette      | Voix         | %            | Voix        | %           |
| -------------- | ---------------------- | -------------- | ------------ | ------------ | ----------- | ----------- |
|                | Madeleine Cathalifaud* | PCF            | 3 599        | 36,48        | 5 335       | 65,81       |
|                | Guillaume Fiquet       | FN             | 2 235        | 22,66        | 2 772       | 34,19       |
|                | Xavier Barruhet        | RPR            | 1 638        | 16,60        |             |             |
|                | Jacques Salvator       | PS             | 988          | 10,02        |             |             |
|                | Alexandre Pastour      | GE             | 794          | 8,05         |             |             |
|                | Patrick Benkemoun      | Verts          | 611          | 6,19         |             |             |
|                |                        |                |              |              |             |             |
| Inscrits       | Inscrits               | Inscrits       | 17 816       | 100,00       | 17 816      | 100,00      |
| Abstention     | Abstention             | Abstention     | 7 590        | 42,60        | 8 950       | 50,24       |
| Votants        | Votants                | Votants        | 10 226       | 57,40        | 8 866       | 49,76       |
| Blancs et nuls | Blancs et nuls         | Blancs et nuls | 361          | 3,53         | 759         | 8,56        |
| Exprimés       | Exprimés               | Exprimés       | 9 865        | 96,47        | 8 107       | 91,44       |

*sortant

### Canton d'Aulnay-sous-Bois-Nord
| Candidats      | Candidats          | Étiquette      | Premier tour | Premier tour | Second tour | Second tour |
| Candidats      | Candidats          | Étiquette      | Voix         | %            | Voix        | %           |
| -------------- | ------------------ | -------------- | ------------ | ------------ | ----------- | ----------- |
|                | Gérard Gaudron*    | RPR            | 3 578        | 28,06        | 4 708       | 40,99       |
|                | Mireille Roset     | FN             | 2 929        | 22,97        | 2 507       | 21,83       |
|                | Pierre Thomas      | PCF            | 2 433        | 19,08        | 4 270       | 37,18       |
|                | Philippe Gente     | PS             | 1 366        | 10,71        |             |             |
|                | Charles Astruc     | Verts          | 1 028        | 8,06         |             |             |
|                | André Canovas      | PS             | 752          | 5,90         |             |             |
|                | Louis-Marie Pelaez | PS             | 564          | 4,42         |             |             |
|                | Thierry Corvoisier | EXG            | 101          | 0,79         |             |             |
|                |                    |                |              |              |             |             |
| Inscrits       | Inscrits           | Inscrits       | 22 343       | 100,00       | 22 338      | 100,00      |
| Abstention     | Abstention         | Abstention     | 9 172        | 41,05        | 10 351      | 46,34       |
| Votants        | Votants            | Votants        | 13 171       | 58,95        | 11 987      | 53,66       |
| Blancs et nuls | Blancs et nuls     | Blancs et nuls | 420          | 3,19         | 502         | 4,19        |
| Exprimés       | Exprimés           | Exprimés       | 12 751       | 96,81        | 11 485      | 95,81       |

*sortant

### Canton de La Courneuve
| Candidats      | Candidats           | Étiquette      | Premier tour | Premier tour | Second tour | Second tour |
| Candidats      | Candidats           | Étiquette      | Voix         | %            | Voix        | %           |
| -------------- | ------------------- | -------------- | ------------ | ------------ | ----------- | ----------- |
|                | Muguette Jacquaint* | PCF            | 3 268        | 37,88        | 4 724       | 64,48       |
|                | Christophe Rudler   | FN             | 1 996        | 23,13        | 2 602       | 35,52       |
|                | Gérald Pickaerts    | RPR            | 1 403        | 16,26        |             |             |
|                | Daniel Goldberg     | PS             | 798          | 9,25         |             |             |
|                | Michel Farez        | Verts          | 619          | 7,17         |             |             |
|                | René Magne          | GE             | 544          | 6,31         |             |             |
|                |                     |                |              |              |             |             |
| Inscrits       | Inscrits            | Inscrits       | 14 717       | 100,00       | 14 717      | 100,00      |
| Abstention     | Abstention          | Abstention     | 5 780        | 39,27        | 6 833       | 46,43       |
| Votants        | Votants             | Votants        | 8 937        | 60,73        | 7 884       | 53,57       |
| Blancs et nuls | Blancs et nuls      | Blancs et nuls | 309          | 3,46         | 558         | 7,08        |
| Exprimés       | Exprimés            | Exprimés       | 8 628        | 96,54        | 7 326       | 92,92       |

*sortant

### Canton de Drancy
| Candidats      | Candidats         | Étiquette      | Premier tour | Premier tour | Second tour | Second tour |
| Candidats      | Candidats         | Étiquette      | Voix         | %            | Voix        | %           |
| -------------- | ----------------- | -------------- | ------------ | ------------ | ----------- | ----------- |
|                | Gilbert Conte     | PCF            | 3 542        | 32,63        | 5 091       | 51,84       |
|                | Michel Personnaz  | FN             | 2 590        | 23,86        | 2 420       | 24,64       |
|                | Jean-Pierre Comte | RPR            | 1 974        | 18,19        | 2 309       | 23,51       |
|                | Bernard Hache     | GE             | 981          | 9,04         |             |             |
|                | Gilles Lacan      | PS             | 966          | 8,90         |             |             |
|                | Georges Lacan     | Verts          | 801          | 7,38         |             |             |
|                |                   |                |              |              |             |             |
| Inscrits       | Inscrits          | Inscrits       | 18 868       | 100,00       | 18 868      | 100,00      |
| Abstention     | Abstention        | Abstention     | 7 562        | 40,08        | 8 699       | 46,10       |
| Votants        | Votants           | Votants        | 11 306       | 59,92        | 10 169      | 53,90       |
| Blancs et nuls | Blancs et nuls    | Blancs et nuls | 452          | 4,00         | 349         | 3,43        |
| Exprimés       | Exprimés          | Exprimés       | 10 854       | 96,00        | 9 820       | 96,57       |

### Canton d'Épinay-sur-Seine
| Candidats      | Candidats            | Étiquette      | Premier tour | Premier tour | Second tour | Second tour |
| Candidats      | Candidats            | Étiquette      | Voix         | %            | Voix        | %           |
| -------------- | -------------------- | -------------- | ------------ | ------------ | ----------- | ----------- |
|                | Philippe Seillon     | FN             | 3 684        | 26,03        | 3 403       | 27,61       |
|                | Anne Roudaut         | RPR            | 3 282        | 23,19        | 4 191       | 34,00       |
|                | Bruno Le Roux        | PS             | 2 987        | 21,10        | 4 732       | 38,39       |
|                | Jean-Claude Quintric | PCF            | 1 668        | 11,78        |             |             |
|                | Francis Lafourcade   | GE             | 1 491        | 10,53        |             |             |
|                | Francis Regnier      | Verts          | 1 043        | 7,37         |             |             |
|                |                      |                |              |              |             |             |
| Inscrits       | Inscrits             | Inscrits       | 25 323       | 100,00       | 25 323      | 100,00      |
| Abstention     | Abstention           | Abstention     | 10 600       | 41,86        | 12 330      | 48,69       |
| Votants        | Votants              | Votants        | 14 723       | 58,14        | 12 993      | 51,31       |
| Blancs et nuls | Blancs et nuls       | Blancs et nuls | 568          | 3,86         | 667         | 5,13        |
| Exprimés       | Exprimés             | Exprimés       | 14 155       | 96,14        | 12 326      | 94,87       |

### Canton de Gagny
| Candidats      | Candidats          | Étiquette      | Premier tour | Premier tour | Second tour | Second tour |
| Candidats      | Candidats          | Étiquette      | Voix         | %            | Voix        | %           |
| -------------- | ------------------ | -------------- | ------------ | ------------ | ----------- | ----------- |
|                | Michel Teulet*     | RPR            | 5 385        | 40,39        | 7 584       | 74,29       |
|                | Christian Laroche  | FN             | 2 641        | 19,81        | 2 625       | 25,71       |
|                | Christine Schwob   | PS             | 1 720        | 12,90        |             |             |
|                | Christine Flajolet | GE             | 1 383        | 10,37        |             |             |
|                | Jean-Claude Pruski | Verts          | 1 183        | 8,87         |             |             |
|                | Viviane Warenne    | PCF            | 1 021        | 7,66         |             |             |
|                |                    |                |              |              |             |             |
| Inscrits       | Inscrits           | Inscrits       | 21 653       | 100,00       | 21 653      | 100,00      |
| Abstention     | Abstention         | Abstention     | 7 914        | 36,55        | 9 962       | 46,01       |
| Votants        | Votants            | Votants        | 13 739       | 63,45        | 11 691      | 53,99       |
| Blancs et nuls | Blancs et nuls     | Blancs et nuls | 406          | 2,96         | 1 482       | 12,68       |
| Exprimés       | Exprimés           | Exprimés       | 13 333       | 97,04        | 10 209      | 87,32       |

*sortant

### Canton des Lilas
| Candidats      | Candidats          | Étiquette      | Premier tour | Premier tour | Second tour | Second tour |
| Candidats      | Candidats          | Étiquette      | Voix         | %            | Voix        | %           |
| -------------- | ------------------ | -------------- | ------------ | ------------ | ----------- | ----------- |
|                | Jean-Claude Dupont | UDF            | 4 095        | 33,07        | 4 932       | 44,66       |
|                | Claude Bartolone*  | PS             | 3 619        | 29,23        | 4 679       | 42,37       |
|                | Gérard Merme       | FN             | 2 143        | 17,31        | 1 433       | 12,98       |
|                | Danielle Bidard    | PCF            | 885          | 7,15         |             |             |
|                | Michel Foiadelli   | GE             | 852          | 6,88         |             |             |
|                | Pierre Mathon      | Verts          | 787          | 6,36         |             |             |
|                |                    |                |              |              |             |             |
| Inscrits       | Inscrits           | Inscrits       | 18 446       | 100,00       | 18 446      | 100,00      |
| Abstention     | Abstention         | Abstention     | 5 615        | 30,44        | 6 946       | 37,66       |
| Votants        | Votants            | Votants        | 12 831       | 69,56        | 11 500      | 62,34       |
| Blancs et nuls | Blancs et nuls     | Blancs et nuls | 450          | 3,51         | 456         | 3,97        |
| Exprimés       | Exprimés           | Exprimés       | 12 381       | 96,49        | 11 044      | 96,03       |

*sortant

### Canton de Montfermeil
| Candidats      | Candidats          | Étiquette      | Premier tour | Premier tour | Second tour | Second tour |
| Candidats      | Candidats          | Étiquette      | Voix         | %            | Voix        | %           |
| -------------- | ------------------ | -------------- | ------------ | ------------ | ----------- | ----------- |
|                | Pierre Bernard     | DVD            | 4 803        | 43,24        | 6 288       | 78,54       |
|                | Pierre Dufour      | FN             | 1 938        | 17,45        | 1 718       | 21,46       |
|                | Jean-Claude Walter | PS             | 1 375        | 12,38        |             |             |
|                | Isabelle Goutmann  | PCF            | 1 151        | 10,36        |             |             |
|                | René Magne         | GE             | 950          | 8,55         |             |             |
|                | Maurice Le Calvez  | Verts          | 891          | 8,02         |             |             |
|                |                    |                |              |              |             |             |
| Inscrits       | Inscrits           | Inscrits       | 16 664       | 100,00       | 16 664      | 100,00      |
| Abstention     | Abstention         | Abstention     | 5 158        | 30,95        | 7 120       | 42,73       |
| Votants        | Votants            | Votants        | 11 506       | 69,05        | 9 544       | 57,27       |
| Blancs et nuls | Blancs et nuls     | Blancs et nuls | 398          | 3,46         | 1 538       | 16,11       |
| Exprimés       | Exprimés           | Exprimés       | 11 108       | 96,54        | 8 006       | 83,89       |

### Canton de Montreuil-Ouest
| Candidats      | Candidats              | Étiquette      | Premier tour | Premier tour | Second tour | Second tour |
| Candidats      | Candidats              | Étiquette      | Voix         | %            | Voix        | %           |
| -------------- | ---------------------- | -------------- | ------------ | ------------ | ----------- | ----------- |
|                | Marc Gaulin            | RPR            | 2 610        | 31,35        | 3 490       | 45,98       |
|                | Jean-Malik Lemaire     | PCF            | 1 646        | 19,77        | 3 219       | 42,41       |
|                | Valerie Segaux         | FN             | 1 359        | 16,32        | 881         | 11,61       |
|                | Marie-Paule Airaud     | PS             | 1 156        | 13,89        |             |             |
|                | Patrick Bazin          | Verts          | 903          | 10,85        |             |             |
|                | Denise Ridard          | PS             | 376          | 4,52         |             |             |
|                | Alexandre Tran Son Tay | DVD            | 153          | 1,84         |             |             |
|                | Sylviane Barcelot      | EXG            | 122          | 1,47         |             |             |
|                |                        |                |              |              |             |             |
| Inscrits       | Inscrits               | Inscrits       | 13 006       | 100,00       | 13 004      | 100,00      |
| Abstention     | Abstention             | Abstention     | 4 428        | 34,05        | 5 096       | 39,19       |
| Votants        | Votants                | Votants        | 8 578        | 65,95        | 7 908       | 60,81       |
| Blancs et nuls | Blancs et nuls         | Blancs et nuls | 253          | 2,95         | 318         | 4,02        |
| Exprimés       | Exprimés               | Exprimés       | 8 325        | 97,05        | 7 590       | 95,98       |

### Canton de Noisy-le-Grand
| Candidats      | Candidats           | Étiquette      | Premier tour | Premier tour | Second tour | Second tour |
| Candidats      | Candidats           | Étiquette      | Voix         | %            | Voix        | %           |
| -------------- | ------------------- | -------------- | ------------ | ------------ | ----------- | ----------- |
|                | Francoise Richard*  | RPR            | 6 128        | 34,74        | 7 249       | 47,16       |
|                | Michel Paulin       | FN             | 3 311        | 18,77        | 2 963       | 19,28       |
|                | Michel Pajon        | PS             | 2 868        | 16,26        | 5 160       | 33,57       |
|                | Gérard Farges       | GE             | 1 641        | 9,30         |             |             |
|                | Jean-Luc Bennahmias | Verts          | 1 594        | 9,04         |             |             |
|                | Sergine Adam        | PCF            | 1 405        | 7,97         |             |             |
|                | Monique Farges      | DVD            | 691          | 3,92         |             |             |
|                |                     |                |              |              |             |             |
| Inscrits       | Inscrits            | Inscrits       | 28 572       | 100,00       | 28 592      | 100,00      |
| Abstention     | Abstention          | Abstention     | 10 367       | 36,28        | 12 396      | 43,35       |
| Votants        | Votants             | Votants        | 18 205       | 63,72        | 16 196      | 56,65       |
| Blancs et nuls | Blancs et nuls      | Blancs et nuls | 567          | 3,11         | 824         | 5,09        |
| Exprimés       | Exprimés            | Exprimés       | 17 638       | 96,89        | 15 372      | 94,91       |

*sortant

### Canton des Pavillons-sous-Bois
| Candidats      | Candidats           | Étiquette      | Premier tour | Premier tour | Second tour | Second tour |
| Candidats      | Candidats           | Étiquette      | Voix         | %            | Voix        | %           |
| -------------- | ------------------- | -------------- | ------------ | ------------ | ----------- | ----------- |
|                | Bernard Portel      | PS             | 1 830        | 26,94        | 2 727       | 45,37       |
|                | Claude Briard       | FN             | 1 398        | 20,58        | 1 705       | 28,36       |
|                | Michel Courtois*    | RPR            | 1 246        | 18,35        | 1 579       | 26,27       |
|                | Jean-Pierre Rondeau | DVD            | 584          | 8,60         |             |             |
|                | Jean-Marc Ambrosini | GE             | 490          | 7,21         |             |             |
|                | Jean Eynard         | PS             | 408          | 6,01         |             |             |
|                | Alain Terres        | Verts          | 379          | 5,58         |             |             |
|                | Jean-Pierre Baye    | PCF            | 357          | 5,26         |             |             |
|                | Michel Zanotti      | PS             | 100          | 1,47         |             |             |
|                |                     |                |              |              |             |             |
| Inscrits       | Inscrits            | Inscrits       | 11 064       | 100,00       | 11 064      | 100,00      |
| Abstention     | Abstention          | Abstention     | 4 054        | 36,64        | 4 704       | 42,52       |
| Votants        | Votants             | Votants        | 7 010        | 63,36        | 6 360       | 57,48       |
| Blancs et nuls | Blancs et nuls      | Blancs et nuls | 218          | 3,11         | 349         | 5,49        |
| Exprimés       | Exprimés            | Exprimés       | 6 792        | 96,89        | 6 011       | 94,51       |

*sortant

### Canton de Pantin-Ouest
| Candidats      | Candidats       | Étiquette      | Premier tour | Premier tour | Second tour | Second tour |
| Candidats      | Candidats       | Étiquette      | Voix         | %            | Voix        | %           |
| -------------- | --------------- | -------------- | ------------ | ------------ | ----------- | ----------- |
|                | Jacques Oudot*  | RPR            | 1 531        | 26,02        | 2 321       | 44,85       |
|                | Jacques Isabet  | PCF            | 1 297        | 22,04        | 2 106       | 40,70       |
|                | André Besnard   | FN             | 1 045        | 17,76        | 748         | 14,45       |
|                | Jean-Paul Rey   | PS             | 977          | 16,60        | Retrait     | Retrait     |
|                | Pierre Charlut  | Verts          | 397          | 6,75         |             |             |
|                | Georges Martory | GE             | 383          | 6,51         |             |             |
|                | René Boyer      | DVD            | 254          | 4,32         |             |             |
|                |                 |                |              |              |             |             |
| Inscrits       | Inscrits        | Inscrits       | 9 512        | 100,00       | 9 512       | 100,00      |
| Abstention     | Abstention      | Abstention     | 3 453        | 36,30        | 4 123       | 43,35       |
| Votants        | Votants         | Votants        | 6 059        | 63,70        | 5 389       | 56,65       |
| Blancs et nuls | Blancs et nuls  | Blancs et nuls | 175          | 2,89         | 214         | 3,97        |
| Exprimés       | Exprimés        | Exprimés       | 5 884        | 97,11        | 5 175       | 96,03       |

*sortant

### Canton de Pierrefitte-sur-Seine
| Candidats      | Candidats           | Étiquette      | Premier tour | Premier tour | Second tour | Second tour |
| Candidats      | Candidats           | Étiquette      | Voix         | %            | Voix        | %           |
| -------------- | ------------------- | -------------- | ------------ | ------------ | ----------- | ----------- |
|                | André Boursier*     | PCF            | 2 696        | 28,44        | 4 289       | 49,30       |
|                | Franck Timmermans   | FN             | 2 287        | 24,13        | 2 299       | 26,43       |
|                | Vincent Collignon   | RPR            | 1 677        | 17,69        | 2 111       | 24,27       |
|                | Pierre Machon       | PS             | 1 128        | 11,90        |             |             |
|                | André Mir           | GE             | 801          | 8,45         |             |             |
|                | Michèle Gapin       | Verts          | 627          | 6,61         |             |             |
|                | Ferdinand Bramoulle | DVD            | 263          | 2,77         |             |             |
|                |                     |                |              |              |             |             |
| Inscrits       | Inscrits            | Inscrits       | 14 857       | 100,00       | 14 857      | 100,00      |
| Abstention     | Abstention          | Abstention     | 5 083        | 34,21        | 5 842       | 39,32       |
| Votants        | Votants             | Votants        | 9 774        | 65,79        | 9 015       | 60,68       |
| Blancs et nuls | Blancs et nuls      | Blancs et nuls | 295          | 3,02         | 316         | 3,51        |
| Exprimés       | Exprimés            | Exprimés       | 9 479        | 96,98        | 8 699       | 96,49       |

*sortant

### Canton du Raincy
| Candidats      | Candidats           | Étiquette      | Premier tour | Premier tour | Second tour | Second tour |
| Candidats      | Candidats           | Étiquette      | Voix         | %            | Voix        | %           |
| -------------- | ------------------- | -------------- | ------------ | ------------ | ----------- | ----------- |
|                | Raymond Mège*       | UDF            | 4 235        | 37,03        | 6 719       | 72,89       |
|                | Christian Mercadier | FN             | 2 416        | 21,12        | 2 499       | 27,11       |
|                | André Dechamps      | EXG            | 1 437        | 12,56        |             |             |
|                | Claude Dilain       | PS             | 1 319        | 11,53        |             |             |
|                | Pierre Martin       | GE             | 813          | 7,11         |             |             |
|                | Madeleine Billaudy  | Verts          | 663          | 5,80         |             |             |
|                | Christian Chapuis   | PCF            | 555          | 4,85         |             |             |
|                |                     |                |              |              |             |             |
| Inscrits       | Inscrits            | Inscrits       | 18 738       | 100,00       | 18 738      | 100,00      |
| Abstention     | Abstention          | Abstention     | 6 979        | 37,25        | 8 746       | 46,68       |
| Votants        | Votants             | Votants        | 11 759       | 62,75        | 9 992       | 53,32       |
| Blancs et nuls | Blancs et nuls      | Blancs et nuls | 321          | 2,73         | 774         | 7,75        |
| Exprimés       | Exprimés            | Exprimés       | 11 438       | 97,27        | 9 218       | 92,25       |

*sortant

### Canton de Romainville
| Candidats      | Candidats         | Étiquette      | Premier tour | Premier tour | Second tour | Second tour |
| Candidats      | Candidats         | Étiquette      | Voix         | %            | Voix        | %           |
| -------------- | ----------------- | -------------- | ------------ | ------------ | ----------- | ----------- |
|                | Robert Clément*   | PCF            | 2 998        | 39,99        | 3 665       | 53,94       |
|                | Jean-Claude Boyer | FN             | 1 498        | 19,98        | 1 447       | 21,30       |
|                | Marcel Trasi      | RPR            | 1 389        | 18,53        | 1 683       | 24,77       |
|                | Jean-Claude Lotti | PS             | 598          | 7,98         |             |             |
|                | Gérard Mauguin    | GE             | 530          | 7,07         |             |             |
|                | Raymond Cukier    | Verts          | 483          | 6,44         |             |             |
|                |                   |                |              |              |             |             |
| Inscrits       | Inscrits          | Inscrits       | 12 767       | 100,00       | 12 767      | 100,00      |
| Abstention     | Abstention        | Abstention     | 5 021        | 39,33        | 5 719       | 44,80       |
| Votants        | Votants           | Votants        | 7 746        | 60,67        | 7 048       | 55,20       |
| Blancs et nuls | Blancs et nuls    | Blancs et nuls | 250          | 3,23         | 253         | 3,59        |
| Exprimés       | Exprimés          | Exprimés       | 7 496        | 96,77        | 6 795       | 96,41       |

*sortant

### Canton de Rosny-sous-Bois
| Candidats      | Candidats          | Étiquette      | Premier tour | Premier tour | Second tour | Second tour |
| Candidats      | Candidats          | Étiquette      | Voix         | %            | Voix        | %           |
| -------------- | ------------------ | -------------- | ------------ | ------------ | ----------- | ----------- |
|                | Claude Pernès*     | UDF            | 5 577        | 43,13        | 7 791       | 77,19       |
|                | Martial Bild       | FN             | 2 471        | 19,11        | 2 302       | 22,81       |
|                | Roger Daviet       | PCF            | 1 742        | 13,47        |             |             |
|                | Francis Terquem    | PS             | 1 266        | 9,79         |             |             |
|                | Michèle Fricheteau | GE             | 1 008        | 7,80         |             |             |
|                | Olivier Philippe   | Verts          | 867          | 6,70         |             |             |
|                |                    |                |              |              |             |             |
| Inscrits       | Inscrits           | Inscrits       | 20 935       | 100,00       | 20 927      | 100,00      |
| Abstention     | Abstention         | Abstention     | 7 683        | 36,70        | 9 638       | 46,06       |
| Votants        | Votants            | Votants        | 13 252       | 63,30        | 11 289      | 53,94       |
| Blancs et nuls | Blancs et nuls     | Blancs et nuls | 321          | 2,42         | 1 196       | 10,59       |
| Exprimés       | Exprimés           | Exprimés       | 12 931       | 97,58        | 10 093      | 89,41       |

*sortant

### Canton de Saint-Denis-Nord-Ouest
| Candidats      | Candidats           | Étiquette      | Premier tour | Premier tour | Second tour | Second tour |
| Candidats      | Candidats           | Étiquette      | Voix         | %            | Voix        | %           |
| -------------- | ------------------- | -------------- | ------------ | ------------ | ----------- | ----------- |
|                | Michèle Mitolo*     | PCF            | 1 835        | 26,44        | 2 839       | 46,66       |
|                | Jean-Michel Mazel   | FN             | 1 732        | 24,96        | 1 689       | 27,76       |
|                | Gérard Delattre     | UDF            | 1 255        | 18,09        | 1 556       | 25,58       |
|                | Jean-Michel Ravily  | PS             | 759          | 10,94        |             |             |
|                | Maurice Lombard     | GE             | 599          | 8,63         |             |             |
|                | Michèle Zemor       | Verts          | 485          | 6,99         |             |             |
|                | Jean-Pierre Jeffroy | EXG            | 212          | 3,06         |             |             |
|                | Claude Gravier      | EXG            | 62           | 0,89         |             |             |
|                |                     |                |              |              |             |             |
| Inscrits       | Inscrits            | Inscrits       | 11 845       | 100,00       | 11 845      | 100,00      |
| Abstention     | Abstention          | Abstention     | 4 606        | 38,89        | 5 497       | 46,41       |
| Votants        | Votants             | Votants        | 7 239        | 61,11        | 6 348       | 53,59       |
| Blancs et nuls | Blancs et nuls      | Blancs et nuls | 300          | 4,14         | 264         | 4,16        |
| Exprimés       | Exprimés            | Exprimés       | 6 939        | 95,86        | 6 084       | 95,84       |

*sortant

### Canton de Saint-Ouen
| Candidats      | Candidats                   | Étiquette      | Premier tour | Premier tour | Second tour | Second tour |
| Candidats      | Candidats                   | Étiquette      | Voix         | %            | Voix        | %           |
| -------------- | --------------------------- | -------------- | ------------ | ------------ | ----------- | ----------- |
|                | Jean-Pierre Heinen*         | PCF            | 1 936        | 29,64        | 2 770       | 47,61       |
|                | Jean-Jacques de la Rochette | UDF            | 1 580        | 24,19        | 2 068       | 35,54       |
|                | André Perin                 | FN             | 1 266        | 19,38        | 980         | 16,84       |
|                | Bertrand Druon              | PS             | 695          | 10,64        |             |             |
|                | Christian Feuillet          | Verts          | 502          | 7,69         |             |             |
|                | René Hayoun                 | GE             | 444          | 6,80         |             |             |
|                | Bertrand Monbaylet          | EXG            | 108          | 1,65         |             |             |
|                |                             |                |              |              |             |             |
| Inscrits       | Inscrits                    | Inscrits       | 10 021       | 100,00       | 10 018      | 100,00      |
| Abstention     | Abstention                  | Abstention     | 3 267        | 32,60        | 3 922       | 39,15       |
| Votants        | Votants                     | Votants        | 6 754        | 67,40        | 6 096       | 60,85       |
| Blancs et nuls | Blancs et nuls              | Blancs et nuls | 223          | 3,30         | 278         | 4,56        |
| Exprimés       | Exprimés                    | Exprimés       | 6 531        | 96,70        | 5 818       | 95,44       |

*sortant

### Canton de Sevran
| Candidats      | Candidats          | Étiquette      | Premier tour | Premier tour | Second tour | Second tour |
| Candidats      | Candidats          | Étiquette      | Voix         | %            | Voix        | %           |
| -------------- | ------------------ | -------------- | ------------ | ------------ | ----------- | ----------- |
|                | Bernard Vergnaud*  | PCF            | 3 523        | 27,87        | 5 192       | 43,88       |
|                | Roger Holeindre    | FN             | 3 346        | 26,47        | 3 504       | 29,61       |
|                | Michelle Bravet    | UDF            | 2 578        | 20,40        | 3 137       | 26,51       |
|                | Michèle Bouichon   | PS             | 1 305        | 10,32        |             |             |
|                | Yolande Falkenburg | Verts          | 1 109        | 8,77         |             |             |
|                | Michèle Dabe       | GE             | 779          | 6,16         |             |             |
|                |                    |                |              |              |             |             |
| Inscrits       | Inscrits           | Inscrits       | 20 733       | 100,00       | 20 733      | 100,00      |
| Abstention     | Abstention         | Abstention     | 7 577        | 36,55        | 8 389       | 40,46       |
| Votants        | Votants            | Votants        | 13 156       | 63,45        | 12 344      | 59,54       |
| Blancs et nuls | Blancs et nuls     | Blancs et nuls | 516          | 3,92         | 511         | 4,14        |
| Exprimés       | Exprimés           | Exprimés       | 12 640       | 96,08        | 11 833      | 95,86       |

*sortant

### Canton de Villepinte
| Candidats      | Candidats           | Étiquette      | Premier tour | Premier tour | Second tour | Second tour |
| Candidats      | Candidats           | Étiquette      | Voix         | %            | Voix        | %           |
| -------------- | ------------------- | -------------- | ------------ | ------------ | ----------- | ----------- |
|                | Roger Lefort        | RPR            | 2 653        | 32,25        | 3 275       | 45,44       |
|                | Claude Hory         | FN             | 1 806        | 21,95        | 1 664       | 23,09       |
|                | Jean-Claude Mejsak* | PS             | 1 502        | 18,26        | 2 268       | 31,47       |
|                | Mireille Faure      | PCF            | 864          | 10,50        |             |             |
|                | Edmond Magne        | GE             | 613          | 7,45         |             |             |
|                | Wilfrid Falkenburg  | Verts          | 472          | 5,74         |             |             |
|                | Jean-Charles Cotrel | PS             | 317          | 3,85         |             |             |
|                |                     |                |              |              |             |             |
| Inscrits       | Inscrits            | Inscrits       | 12 747       | 100,00       | 12 747      | 100,00      |
| Abstention     | Abstention          | Abstention     | 4 259        | 33,41        | 5 119       | 40,16       |
| Votants        | Votants             | Votants        | 8 488        | 66,59        | 7 628       | 59,84       |
| Blancs et nuls | Blancs et nuls      | Blancs et nuls | 261          | 3,07         | 421         | 5,52        |
| Exprimés       | Exprimés            | Exprimés       | 8 227        | 96,93        | 7 207       | 94,48       |

*sortant